# Félicie Tiger
Félicie Tiger, née Jeanne Félicie Defert à Avallon (Yonne) le 5 octobre 1820 et morte le 21 mai 1890 dans le 9e arrondissement de Paris, est une artiste-peintre française.

## Biographie
Jeanne Félicie Defert naît le 5 octobre 1820 à Avallon. Elle est la fille de Pierre Defert, docteur en chirurgie, et de son épouse, Nicole Sophie Ruffier.
Félicie Defert est l'élève de Delorme.
Le 19 mars 1846, elle épouse à Paris l'architecte Alexandre Joseph Jean-Baptiste Tiger, dont elle a une fille, Louise Filliaux-Tiger.
Félicie Tiger est inhumée au cimetière du Père-Lachaise (10e division),.

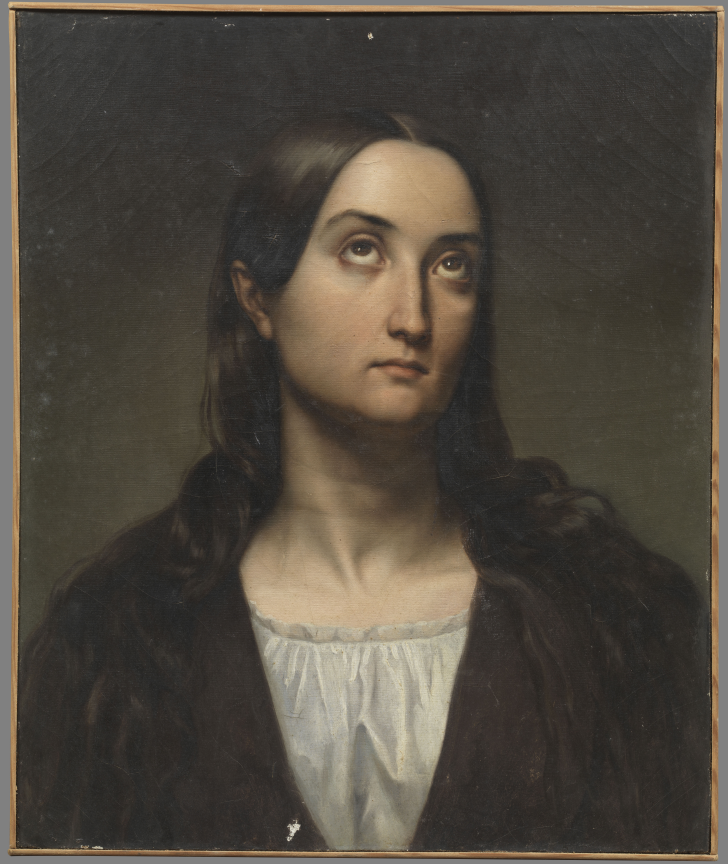
La Douleur, huile sur toile, 56 x 46 cm. Nemours, Château-Musée, 1905.27.1

## Œuvres
Autun, Musée Rolin :
- Scène du Malade Imaginaire : Ah mon Papa, vous m'avez blessée..., 1844[7]
- Clichy-sous-Bois, 1877[8]

Nemours, Château-Musée :
- La Douleur, huile sur toile, 56 x 46 cm.
- Autoportrait, 1840, huile sur toile, 68 x 60 cm.

Paris, Musée du Louvre :
- Portrait présumé de Louise Tiger, 1859, département des Arts graphiques[9]